# Лица уральской национальности
«Лица уральской национальности» (ЛУНа) — российская команда КВН из Челябинска.

## История в КВН
Команда была образована в феврале 2003 года в Сочи путём слияния двух челябинских команд «ЛУНа» (ЧГМА) и Сборной ЧГАУ. Там команда была приглашена для участия в первом сезоне Премьер-лиги КВН.
В свой первый сезон команда добралась до полуфинала своей лиги, где не получила права выйти в финал. «ЛУНе» удалось также принять участие в гала-концерте Юрмальского фестиваля. Но единственный свой титул, как в этом сезоне, так и за всю свою историю, команда получила на музыкальном фестивале «Снежные буераки» в своём родном городе.
В 2004 году, по итогам сочинского фестиваля, команду отправили в Высшую лигу. Теперь команда поменяла имидж: вместо джинсов и светлых рубашек они нарядились в строгие костюмы. В 1/8 финала, своей первой игре в Высшей лиге, они заняли 2 место в квартете с командами «Четыре татарина», «Нарты из Абхазии» и сборной Астаны. В четвертьфинале уральцы заняли второе место среди пяти команд, что позволило им пройти в полуфинал, который в том сезоне игрался в двух сериях. Оказавшись по итогам первой игры на последнем месте среди пяти участников, даже заняв во второй первое место, они не смогли пройти дальше.
В 2005 году команда остановилась на стадии полуфинала, в 2006 году — заняла второе место в полуфинале, уступив сборной РУДН, и была взята в финал решением жюри с отрывом в 0,6 балла, где также уступила РУДН. В 2007 году особым решением «ЛУНа» была приглашена к участию в Летнем кубке, где уступила РУДН, разделив второе место с чемпионами 2005 года командами «Нарты из Абхазии» и «Мегаполис».

## История после КВН
- Участник команды Илья Полежайкин — прототип одного из персонажей телесериала «Папины дочки» (СТС) Ильи Васильевича Полежайкина[4]. Сам же Илья Полежайкин снялся в этом ситкоме в роли Филиппа Полежайкина, брата Ильи. Сценаристами данного сериала являются Илья Полежайкин, Антон Косьмин, Антон Морозенко, Евгений Соболев, Максим Вахитов, Антон Колбасов, Дмитрий Пермяков, Марат Дулатов.
- Антон Морозенко и Евгений Соболев — сценаристы «Слава богу, ты пришёл!» и «6 кадров».
- Часть команды принимала участие в телевизионном проекте «Цвет нации» (СТС). Ведущими передачи были Станислав Ярушин («ЛУНа») и Сангаджи Тарбаев («РУДН»).
- Участница команды Татьяна Морозова принимает участие в юмористическом шоу «Comedy Woman» (ТНТ) в образе «русской бабы».
- В ситкоме «Универ» (ТНТ) снялись капитан команды Антон Морозенко — в роли Евгения Донских, капитана студенческой команды (в одной серии), и Станислав Ярушин — в роли сына олигарха Мартынова. Сценаристами «Универа» являются Антон Морозенко, Евгений Соболев, Максим Вахитов, Антон Колбасов, Семён Лобанов, Илья Полежайкин.
- Станислав Ярушин выступал одним из ведущих в телепередачах Всё по-нашему! (СТС) и Yesterday live (Первый канал).
- Антон Морозенко и Дмитрий Пермяков — креативные продюсеры телесериала «Интерны» (ТНТ)[4]. Сценаристы этого ситкома — Антон Косьмин, Марат Дулатов и Семён Лобанов. Семён Лобанов — прототип одноимённого героя сериала.[источник не указан 3244 дня]
- Алексей Иванов — креативный продюсер ситкома «Сашатаня» (ТНТ).
- Сергей Баронов — один из сценаристов ситкома «Два отца и два сына» (СТС).

## Достижения и титулы
- Полуфиналисты Премьер-лиги КВН 2003
- Полуфиналисты Высшей Лиги КВН 2004 года
- Полуфиналисты Высшей Лиги КВН 2005 года
- Серебро Высшей Лиги КВН 2006 года

## Состав команды
- Антон Морозенко — капитан команды, автор
- Станислав Ярушин — актёр, фронтмен
- Татьяна Морозова — актриса
- Евгений Соболев — актёр, автор
- Алексей Иванов — актёр, автор
- Сергей Баронов — актёр, автор
- Евгений Шахмаев — актёр, автор
- Семен Лобанов — актёр, автор
- Антон Колбасов — актёр, автор
- Илья Полежайкин — актёр, автор
- Максим Вахитов — актёр, автор
- Антон Косьмин — актёр, автор
- Марат Дулатов — автор
- Дмитрий Пермяков — руководитель авторской группы
- Алексей Семеновский — звукооператор
- Антон Денисов — реквизитор
- Евгения Попова — администратор
- Евгений Литвинов — администратор
- Михаил Ткаченко — директор
- Светлана Лукашова - хореограф